# Baryceros fortis
Baryceros fortis là một loài tò vò trong họ Ichneumonidae.